# 白冰冰
白 冰冰（パイ・ピンピン、Pai Ping-ping、1955年5月17日 - ）は、台湾出身のアイドル・歌手・社会運動家。一時期、日本の漫画原作者・梶原一騎と結婚していた。

## 略歴

### 歌手
白冰冰は台湾基隆市の貧しい家庭に生まれ、10代の頃に学校を中退する。1973年に台北で開かれた歌唱大会で優勝したのをきっかけに、その後エンターテイメント界で活躍し始める。
1975年には歌と演技を学ぶため日本に渡り、漫画原作者の梶原一騎と結婚する。1980年には娘となる白暁燕を生むが、梶原による家庭内暴力などを理由とし、1981年に離婚した。その後、台湾に帰国してから活動を続け、徐々に人気を得て、1980年代の半ばには台湾で最も知られる歌手の一人となる。

### 社会活動家
1997年に、当時16歳であった娘の白暁燕が身代金目当てで拉致され殺害される。この事件をきっかけに死刑存続を訴える社会活動家として活動し始める。2010年には国際的な死刑廃止の流れの中で、中華民国法務部に反対して死刑存続を主張した。当時の法務部長王清峰は辞任し、台湾の死刑存置につながった。

## 参考
- 白冰冰 (zh)